# 冈拜
冈拜（法語：Gambais，法語：[ɡɑ̃bɛ] ⓘ）是法国中北部法兰西岛大区伊夫林省的一个市镇，属于朗布依埃区。 

## 地理
冈拜（48°46'23"N, 1°40'23"E）面积23.02 平方千米，位于法国法蘭西島大區伊夫林省，该省份为法国北部内陆省份，北起瓦兹河谷省，西接厄尔省，西南接厄尔-卢瓦省，东南接埃松省，东临上塞纳省。
与冈拜接壤的市镇（或旧市镇、城区）包括：巴赞维尔、布尔多内、冈拜瑟伊、格罗鲁夫尔、莫莱特。

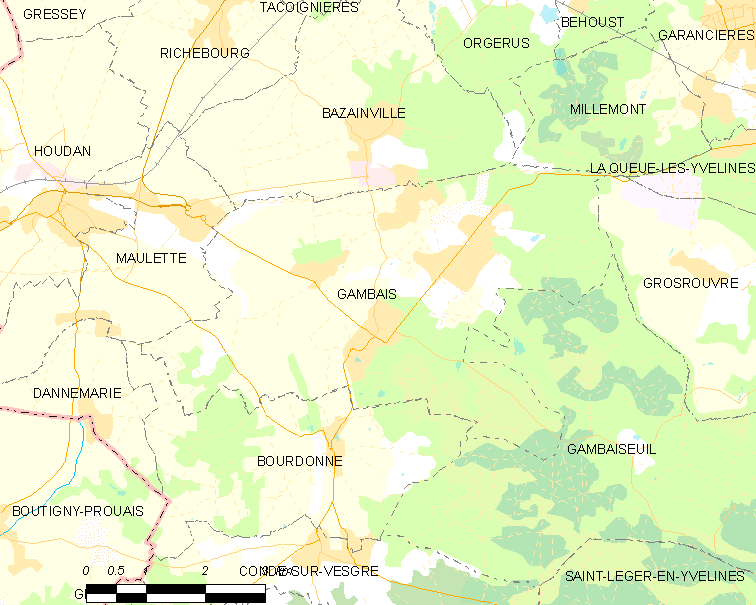
冈拜的OSM定位图

冈拜的时区为UTC+01:00、UTC+02:00（夏令时）。

## 行政
冈拜的邮政编码为78950，INSEE市镇编码为78263。

## 政治
冈拜所属的省级选区为欧贝让维尔县。

## 人口

1962-2008年间冈拜人口变化图示

冈拜于2022年1月1日时的人口数量为2513人。